# Kasteel Krakau
Kasteel Krakau is een voormalig kasteel in het gelijknamige stadsdeel Cracau van Krefeld in de Duitse deelstaat Noordrijn-Westfalen. Ter plaatse staat tegenwoordig nog een huis dat met de stenen van dit kasteel werd gebouwd.

## Geschiedenis
Het kasteel werd omstreeks het jaar 1400 gebouwd door de graven van Meurs (Moers)ter bescherming van Krefeld, dat in 1373 stadsrechten verkreeg. Door oorlogen wisselde het kasteel regelmatig van eigenaar. Tijdens de Belegering van Kasteel Krakau in 1605 weet de graaf van Busquoy het kasteel voor Ambrosio Spinola in te nemen waardoor het Maurits van Oranje uit de handen valt. Als in 1775 het goed in eigendom is van de familie Von Beckerath bouwen ze met de stenen van het kasteel rond 1780 het Hoge Huis en het roccoco kasteeltje Cracau, welke tijdens een bombardement tijdens de Tweede Wereldoorlog werd vernietigd. Alleen een deel van het Hoge Huis is bewaard gebleven, en de naam Krakau die thans aan het stadsdeel is gekoppeld.